# Baiersbronner Seensteig
Der Seensteig ist ein 84 Kilometer langer Wanderweg rund um Baiersbronn im Nordschwarzwald.

## Gliederung
Er wird vom Deutschen Wanderverband als Qualitätsweg eingestuft und gliedert sich in fünf Etappen, die entlang der einstigen Grenze zwischen Baden und Württemberg zu einem großen Teil auf naturbelassenen Pfaden verlaufen. Start der ersten und Ende der letzten Etappe ist das Wander-Informationszentrum am Baiersbronner Bahnhof.

### Tagestouren (Etappen)
Der Wanderverband empfiehlt für ungeübte Wanderer fünf Tagestouren zur Bewältigung des gesamten Wanderweges.
- Erste Etappe: Baiersbronn nach Mitteltal

12 Kilometer – ca. 3 Stunden Gehzeit
- Zweite Etappe: Mitteltal zum Schliffkopf

17 Kilometer – ca. 4,5 Stunden Gehzeit
- Dritte Etappe: Schliffkopf zum Mummelsee

15 Kilometer – ca. 4 Stunden Gehzeit
- Vierte Etappe: Mummelsee nach Schönmünzach

22 Kilometer – ca. 5,5 Stunden Gehzeit
- Fünfte Etappe: Schönmünzach nach Baiersbronn

18 Kilometer – ca. 4,5 Stunden Gehzeit
Alle Etappen sind so ausgelegt, dass Einkehrmöglichkeiten bestehen und man jeweils landschaftliche Aussichten genießen kann.